# Ochránce (film, 2004)
Ochránce (anglicky The Defender) je britsko-německý akční film z roku 2004, který režíroval a hrál v něm Dolph Lundgren v jeho režijním debutu. Ve filmu dále hrají Jerry Springer, Shakara Ledard, Thomas Lockyer a Caroline Lee Johnson. Film byl v USA vydán přímo na video 18. října 2005.
Dolph Lundgren hraje Lance Rockforda, který musí odložit své vlastenectví a vše, čemu věří, aby ochránil život největšího teroristy na světě a zabránil mu stát se mučedníkem.

## Děj
Ve světě zuří válka proti terorismu. Spojené státy nehodlají ani o píď ustoupit teroristům, zejména Mohamedu Jamarovi, který je považován za nejhoršího z nich. Jamar je již měsíce nezvěstný, ale jeho teroristická síť pokračuje ve svých aktivitách.
Prezident USA a jeho týmy pracují na nalezení řešení: Jamar představuje paradox – nikdy nemůže být zabit, protože kdyby byl nalezen mrtvý, stal by se okamžitě mučedníkem. Pokud by byl chycen, musel by být souzen. Pokud by byl shledán vinným, stal by se mučedníkem a další inspirací pro teroristické činy. Pokud by byl zproštěn viny, bylo by zničeno politické směřování celého západního světa. Jediné řešení je, že Jamar musí zůstat nezvěstný.
Roberta Jones, šéfka Národní bezpečnostní agentury, pracuje na tom, aby Jamar zůstal navždy nezvěstný. Pod záminkou účasti na východo-evropské konferenci o terorismu v Rumunsku se zúčastní tajného setkání s Jamarem v odlehlém hotelu mimo Bukurešť.
O tomto setkání nikdo neví a jeho cílem je koupit si Jamarovo zmizení. Jedinými dalšími účastníky schůzky jsou bezpečnostní tým NSA, vedený osobním strážcem Jonesové, Lancem Rockfordem. Jsou to ti nejlepší z nejlepších, bývalí vojáci speciálních sil schopní čehokoliv.
Když dorazí do hotelu na setkání, jsou přepadeni. O setkání nemá nikdo vědět, ale někdo přeci chce, aby bylo zastaveno. Tým musí bojovat o život proti neznámému útočníkovi.
Lance je donucen jednat v situaci, která jde proti jeho vlastnímu přesvědčení. Ukáže se, že Jamar a jeho strážce byli ve skutečnosti agenti CIA a MI5, kteří odhalili důkazy proti vysokým vojenským důstojníků zapojeným do spiknutí, které má svrhnout prezidenta a umožnit spiklencům pokračovat vojenských kontraktech. Rockfordova kolegyně, Kaye, byla jeden za spiklenců. 
Přestože dojde k zabití všech ostatních členů bezpečnostního týmu i agentů CIA a MI5, zraněný Lance dokáže vržením nože zabít Kaye. Spiknutí je zmařeno Federálním úřadem pro vyšetřování i vojenskou policií, zatímco Lance dobrovolně opouští svou službu bodyguarda.

## Obsazení
- Dolph Lundgren jako Lance Rockford
- Jerry Springer jako prezident Spojených států
- Shakara Ledard jako Kaye
- Thomas Lockyer jako Stevenson
- Caroline Lee Johnson jako Roberta Jones
- Gerald Kyd jako Morgan
- Ian Porter jako Newell
- Howard Antony jako Parker
- Geoffrey Burton jako Jamar
- Iddo Goldberg jako Scripts
- James Chalke jako Lee
- Leigh Zimmerman jako reportérka
- Steven Elder jako technik
- Radu Florescu jako asistent
- Ovidiu Niculescu jako důstojník